# 拉尔夫·韦特
拉尔夫·韦特（英語：Ralph Waite，1928年6月22日—2014年2月13日），已故美国演员，出演过一系列电影和电视剧，最著名的是 CBS的《沃尔顿家族》。他於1990年和1998年代表美国民主党去竞选加州国会席位，但是均告失败。
2014年2月13日，他在加州去世，享年85岁。